# Белиранг-Берити
Белиранг-Берити — вулкан, расположен на острове Суматра, в провинции Южная Суматра, в Индонезии.
Белиранг-Берити представляет собой комплекс вулканов, достигающий высоты 1958 метров. Находится на северо-западе острова. Ширина кратера достигает 1200 метров. О вулканической деятельности вулкана нет информации. В некоторых кратерах заметна фумарольная активность.